# Johann Hajszanyi
Johann Hajszanyi (* 17. November 1876 in Güssing; † 4. September 1956 ebenda) war ein österreichischer Wagnermeister, Landwirt und Politiker (CS). Hajszanyi war verheiratet und von 1922 bis 1927 Abgeordneter zum Burgenländischen Landtag.
Hajszanyi wurde als Sohn des Landwirts Franz Hajszsnyi aus Güssing geboren und besuchte die Volks- und Berufsschule. Danach war Hajszanyi in der Folge als Wagnermeister und Landwirt tätig. Er war von 1922 bis 1934 Eigentümer und Herausgeber der „Güssinger Zeitung“ und vertrat die Christlichsoziale Partei vom 15. Juli 1922 bis zum 20. Mai 1927 Abgeordneter zum Burgenländischen Landtag. 